# Westbahnhof (Braunschweig)

Der Bahnhof Braunschweig West, lokal auch als Westbahnhof bezeichnet, war ein bis in die 1990er-Jahre genutzter Betriebsbahnhof an der Bahnstrecke Braunschweig Nord–Lichtenberg (Ringbahn) im westlichen Stadtgebiet Braunschweigs.
Seit 2007 ist Westbahnhof die Bezeichnung für ein Projekt der Stadterneuerung im gesamten Umfeld des Bahnhofsgeländes. Unter dem Titel „Kultur – Gewerbe – Freizeit“ wurden mit Hilfe europäischer Fördermittel die Bedingungen für die ansässigen Gewerbebetriebe verbessert sowie Grün- und Erholungsflächen geschaffen und für soziale Einrichtungen wie einen Jugendplatz, einen Mehrgenerationenpark und einen „Garten ohne Grenzen“ genutzt. Bereits bald nach der Streckenstilllegung wurde die frühere Bahntrasse zu einem Fuß- und Radweg und zum Freilichtmuseum umgebaut.

## Geschichte

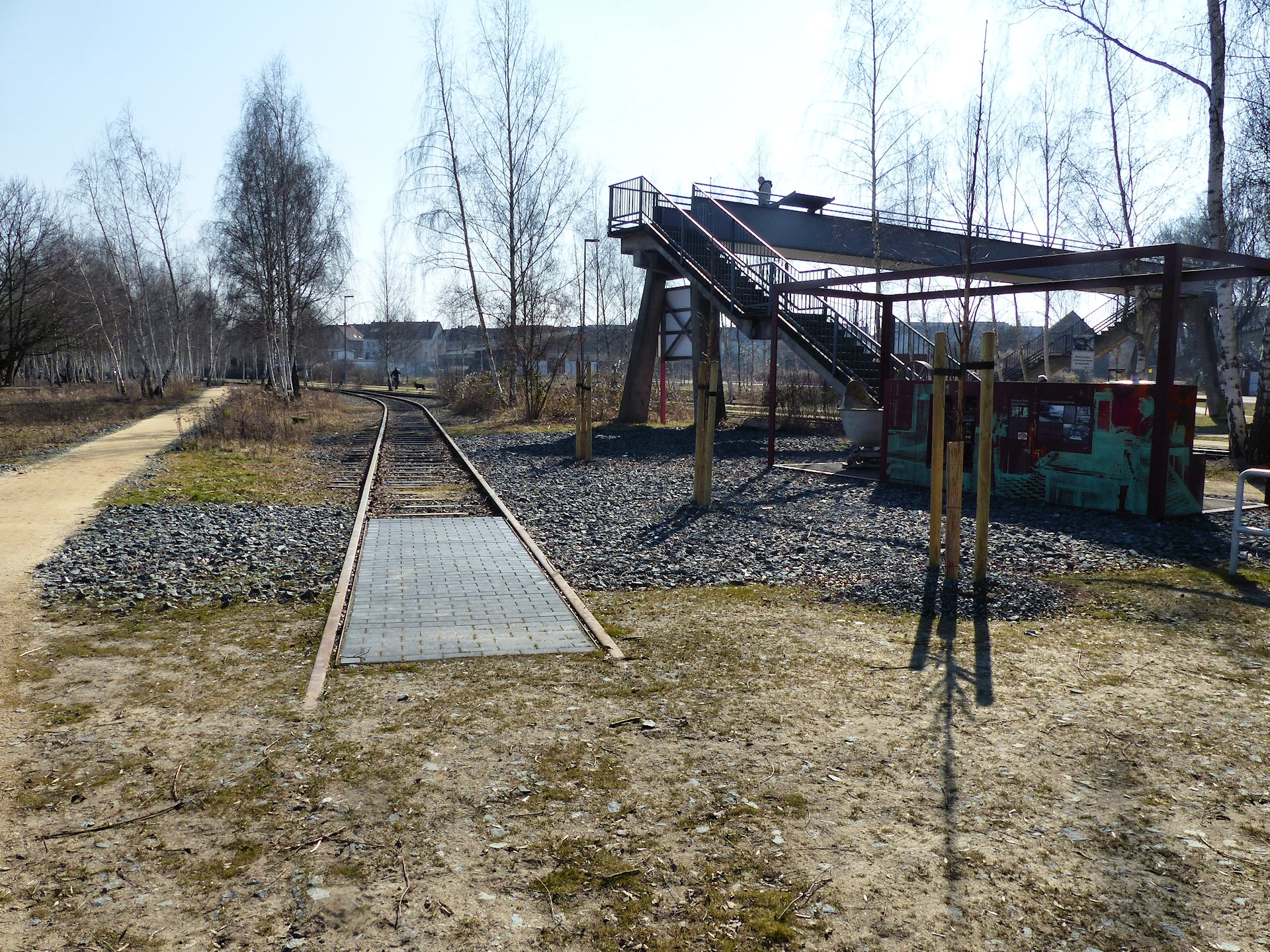
Ehemalige Fußgängerbrücke, umgenutzt als Aussichtsplattform über das Ringgleis.

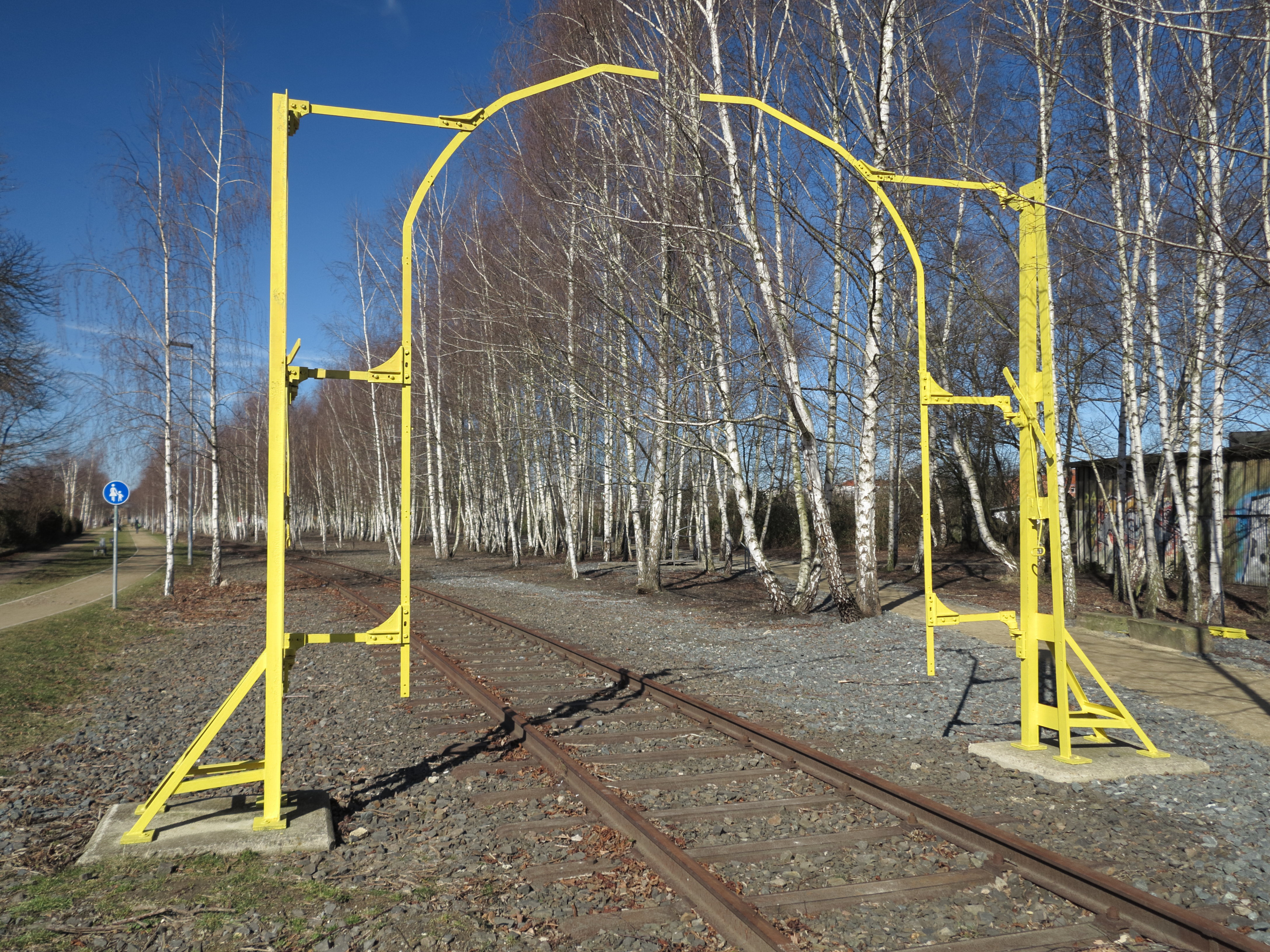
Eine erhaltene Ladelehre auf dem ehemaligen Rangiergleis 3 vor dem Birkenwäldchen.

Der Bahnhof entstand mit der 1884 erfolgten Gründung der Braunschweigischen Landes-Eisenbahn-Gesellschaft und erschloss ein seinerzeit aufblühendes Industriequartier im Südwesten der Kernstadt. Außer der bereits sehr stark vertretenen metallverarbeitenden Industrie siedelten sich andere transportintensive Gewerbetreibende wie Holzhandel und Zuckerindustrie entlang der Bahntrasse an. Der Bahnhof diente später ausschließlich dem Güterverkehr und verfügte über ausgedehnte Gleisflächen zum Rangieren und Abstellen der Waggons. Er war über die Ringbahn mit dem damaligen Hauptbahnhof, dem am Standort des heutigen Hauptbahnhofs gelegenen Ostbahnhof, dem Güterbahnhof in Gliesmarode und dem an der Taubenstraße gelegenen Nordbahnhof und über eine eigene Strecke mit dem Norden und Süden des heutigen Niedersachsens verbunden.
Nach seiner Zerstörung im Zweiten Weltkrieg wurde ein neues Behelfsgebäude errichtet. Durch den Neubau eines Güterbahnhofs beim heutigen Hauptbahnhof und den in den späteren Jahren nachlassenden Bedarf an eigenen Gleisanschlüssen verlor die Ringbahn an Bedeutung und wurde 1986 endgültig stillgelegt. Im Umfeld des Westbahnhofs siedelten sich verschiedene Gewerbetreibende an, die teilweise lediglich die alten Industriebrachen nutzten und wenig zu einer neuen Baukultur beitrugen. Das Bahngelände verwilderte und es entstand das heute noch vorhandene Birkenwäldchen.

### Nachnutzung
Bereits 1995 gab es von engagierten Bürgern Vorschläge, die Industriebrachen für Freizeitzwecke zu nutzen, woraus sich letztlich das Braunschweiger Ringgleis entwickelte.
Das gesamte Westliche Ringgebiet wurde 2001 in das Bundesprojekt Soziale Stadt aufgenommen, das neben Maßnahmen zur Wohnraumentwicklung auch die Gestaltung des öffentlichen Raums umfasste. Ab 2007 wurden speziell für die Verbesserung des Umfelds des ehemaligen Westbahnhofs Fördergelder des Europäischen Fonds für regionale Entwicklung beantragt und bewilligt. Die gesamte Maßnahme verlief unter starker Bürgerbeteiligung, die sich in einem Sanierungsbeirat manifestierte und zahlreiche bereits bestehende Einrichtungen wie das Mehrgenerationenhaus, das Familienzentrum Schwedenheim, Kulturschaffende und die Bezirksheimatpflege einbezog. Zur Koordinierung wurde ein Quartiersmanagement im Mehrgenerationenhaus eingerichtet. Bis 2014 wurden wesentliche Maßnahmenziele umgesetzt und am 30. Oktober 2015 auf dem gesamten Gelände mit einem „WESTival“ der Öffentlichkeit präsentiert.

## Projekt Stadterneuerung

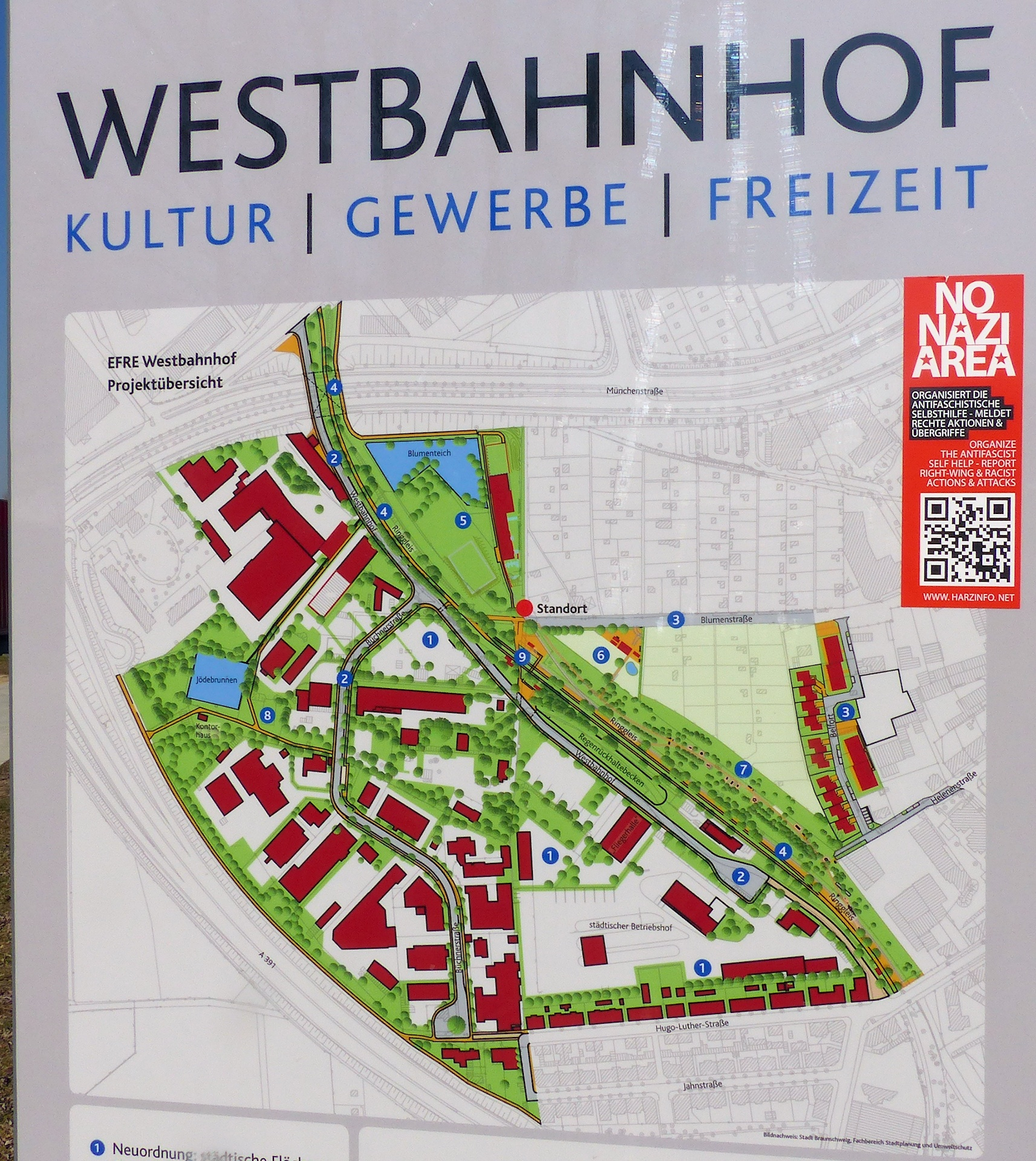
Ausschnitt aus einer Informationstafel der Stadt Braunschweig zum Projekt der Stadterneuerung.

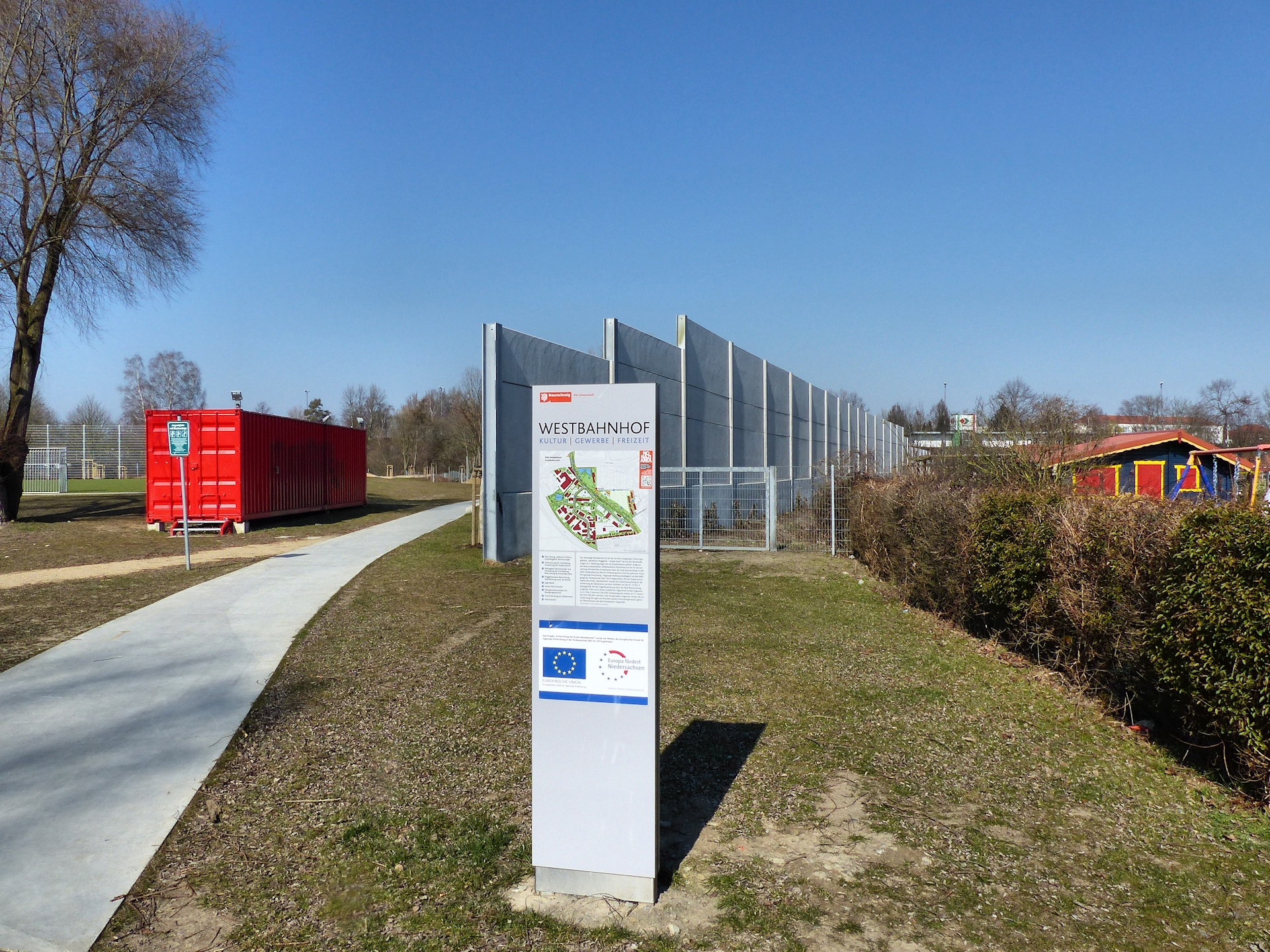
Informationstafel zum Projekt der Stadterneuerung bei dem neu geschaffenen Jugendplatz mit Skaterhalle, rechts eine Kleingartensiedlung.

### Verbesserung der Infrastruktur
Das bestehende Gewerbegebiet Büchnerstraße wurde über eine neue Zuwegung an den Pippelweg angeschlossen und ist damit von den städtischen Hauptverbindungsstraßen leichter und ohne Verkehr durch Wohngebiete erreichbar. Die Ansiedlung weiterer Firmen wurde gefördert. Zwischen Blumenstraße und Helenenstraße wurde ein Wohnbaugebiet ausgewiesen und entwickelt.

### Jugendplatz und Skaterhalle
Östlich des Ringgleises im Bereich des Blumenteichs wurde ein Jugendplatz mit einer aufwendig gestalteten Skaterhalle, einem Bolzplatz, einem Basketball-Feld, einer Biker-Strecke und einem großzügigen Freigelände angelegt. Der Teich wurde in das Gelände integriert, das zu der benachbarten Kleingartensiedlung mit einer Lärmschutzwand abgeschlossen ist. Diese wird für Graffiti genutzt. Die Halle ist mit einer selbsttätigen Beleuchtung ausgestattet und bietet auch Raum zum Chillen. In einem roten Container können Materialien für die Jugendarbeit gelagert werden.

### Garten ohne Grenzen
Südlich der bestehenden Blumenstraße wurde ein Gartengelände angelegt, das vor allem eingewanderten Menschen zur Verfügung steht, die ihren Lebensabend in Deutschland verbringen möchten. Das Projekt wird von der Altenhilfeplanung der Stadt Braunschweig, dem Seniorenbüro der Stadt Braunschweig, der AWO und der Caritas betreut. Das Gelände verfügt über ein feststehendes Gartenhaus.

### Mehrgenerationenpark/Bewegungsparcours
Zwischen Jugendplatz und dem früheren Westbahnhof ist ein über 12.000 m² großes Gelände des sogenannten Birkenwäldchens als Mehrgenerationenpark ausgewiesen worden. Es verfügt über mehrere Stationen einfallsreicher und ausgefallener Bewegungsstationen, die ausdrücklich für kleine und erwachsene Menschen gestaltet wurden.

### Industriepfad
Entlang des Ringgleises wurden fünf containergroße Stahlkonstruktionen installiert, in denen Informationen zur Industriegeschichte des Quartiers präsentiert werden. Damit wird der Bogen zwischen der aktuellen Erlebniswelt und der früheren Lebensader des Stadtteils gespannt.

### Grünverbindung am Jödebrunnen
Der historische Jödebrunnen mit dem anliegenden Kontorhaus lag Jahrzehnte abseits der Wege und das Umfeld verwilderte. Die Stadt erwarb 2011 das Gelände und erschloss es durch eine neue Zuwegung von der Büchnerstraße aus, dem Kontorhausweg. Eine weitere Zuwegung, der Pipenweg, verbindet seit 2020 den Kontorhausweg mit der Straße Westbahnhof entlang dem alten Verlauf der Pipen vorbei am neue KuFa- und WestAnd-Gebäude. Brunnengelände und Häuschen werden damit unmittelbar in den Industriepfad einbezogen. Eine weitere Nutzung des Hauses wird durch einen Verein geplant.

### Weitere Projekte
- In einem ehemaligen Fabrikgebäude wird ein neues Soziokulturelles Zentrum errichtet.[7]
- Die ehemalige Fliegerhalle und das angrenzende Gelände werden für Kletterparcours genutzt.[8]
- Eine IT-Firma hat einen IT-Campus mit ca. 130 Arbeitsplätzen und mehreren Co-Working-Büros gebaut.[9]
- Ein Eiskiosk hat sich dort ebenfalls seit 2016 angesiedelt.[10]

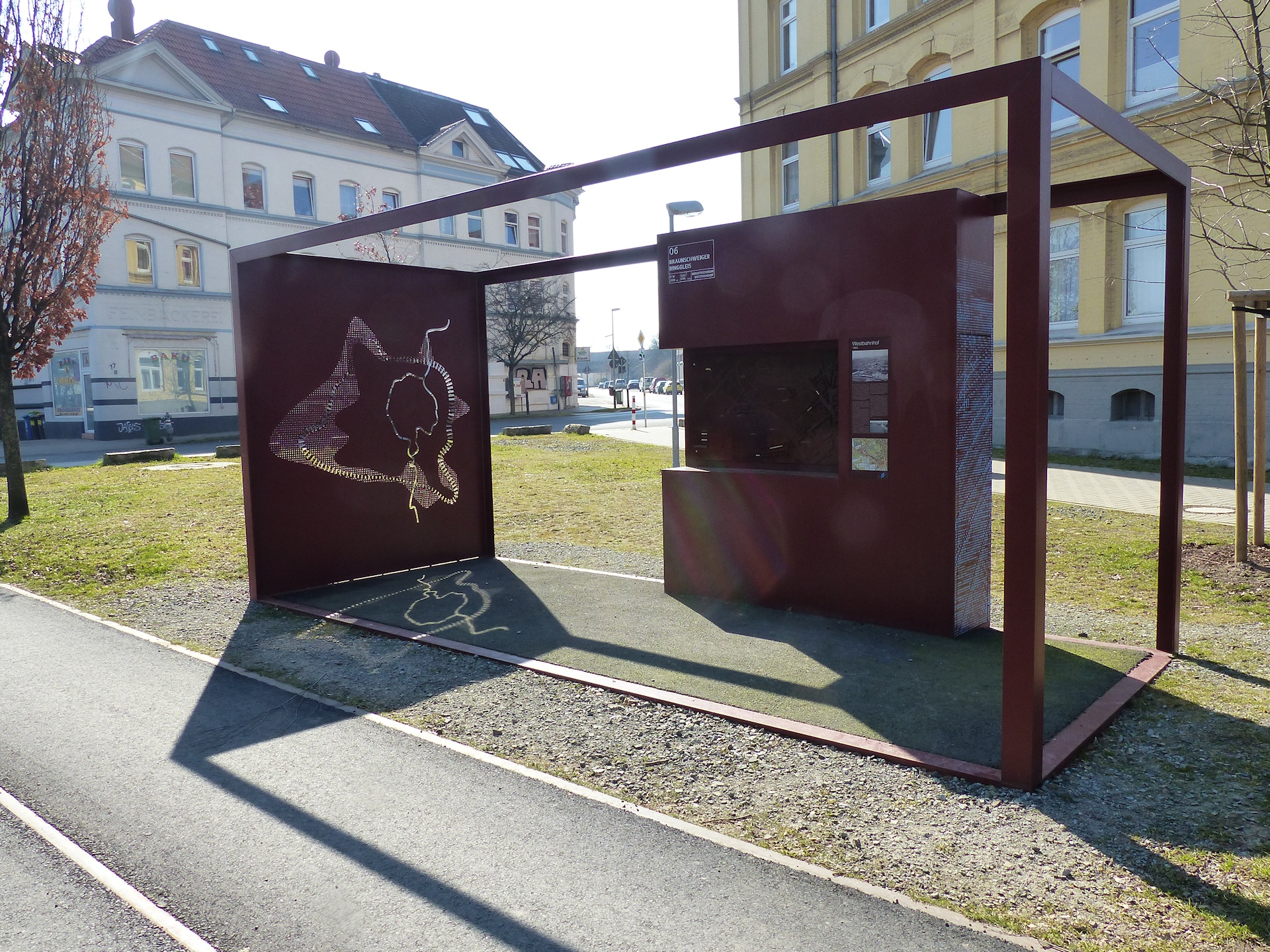
Eine von fünf Stahlkonstruktionen mit Informationstafeln – hier zur Ringbahn und dem Ringgleis.
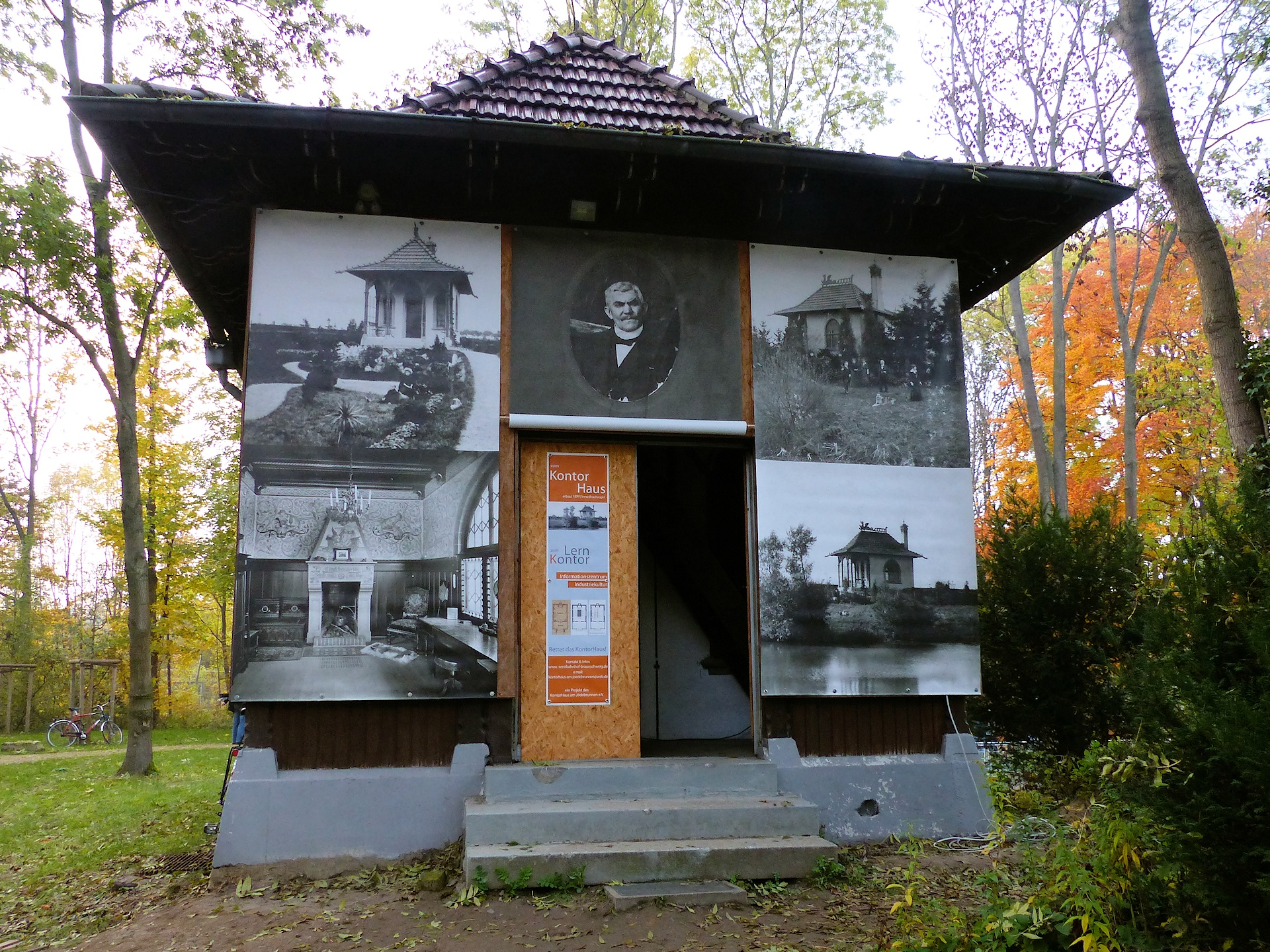
Das Kontorhaus am Jödebrunnen beim WESTival 2015.